# Daphnopsis macrocarpa
Daphnopsis macrocarpa är en tibastväxtart som beskrevs av Nevl.. Daphnopsis macrocarpa ingår i släktet Daphnopsis och familjen tibastväxter. Inga underarter finns listade i Catalogue of Life.